# Gấu mặt ngắn Andes
Gấu mặt ngắn Andes (danh pháp hai phần: Tremarctos ornatus), còn được gọi là gấu Andes, có lông đen với màu be đặc trưng ngang trên mặt và phần trên của ngực. Con đực có thể nặng tới 130 kg, và con cái là 60 kg. Chúng sinh sống trong một vài khu vực của Nam Mỹ, bao gồm tây Venezuela, Ecuador, Peru, tây Bolivia và Panama. Nó là loài gấu duy nhất sống ở Nam Mỹ. Sau gấu trúc Trung Quốc chúng là loài gấu đang gặp nguy hiểm nhất trong số tất cả các loài gấu hiện nay còn trên thế giới, vì sự sống còn của chúng phụ thuộc chủ yếu vào khả năng kỳ diệu của chúng để vượt qua những cây cao nhất của rừng rậm nhiệt đới của dãy Andes trong lưu vực sông Amazon.

## Cư trú
Gấu mặt ngắn cư trú xung quanh lưu vực nhiệt đới thuộc dãy Andes ở cao độ chủ yếu từ 1.900 - 2.400 m, là khu vực dồi dào nước và cây cối để cung cấp các thức ăn cơ bản của chúng như rễ cây, lá, chồi non, quả mọng, và đôi khi là côn trùng, động vật gặm nhấm và xác chết thối. Chúng là những động vật ăn đêm và hoàng hôn, và chúng không phải là những con vật ngủ đông thực thụ (mặc dù chúng sẽ chui vào hang khi thời tiết khắc nghiệt). Là một loài gấu sống trên cây, nó sống chủ yếu trong các hang ổ gần với những tán lá dày dặc của rừng mưa nhiệt đới, hoặc đôi khi trong khu vực được vây bởi cây cối để tránh các loại kẻ thù.
Gấu con có khả năng bẩm sinh để leo trèo lên cây hay núi đá hoặc vách đá từ khi mới sinh do mẹ của chúng rất thất thường trong việc dạy con leo trèo tới những chỗ cao có nhiều thức ăn bổ dưỡng.

## Giao lưu
Mặc dù gấu có xu hướng sống cô độc để tránh cạnh tranh, nhưng chúng là loài không có lãnh thổ riêng.
Khi bắt gặp con người hay các con gấu khác, chúng sẽ phản ứng rất hiền lành nhưng cẩn trọng, trừ khi kẻ xâm phạm được coi như là đe dọa hay đó là con đang mang thai thì chúng là nguy hiểm. Con mẹ có thể tấn công những kẻ săn trộm với mức độ ác liệt, nhưng chưa có trường hợp tử vong nào được thông báo bởi các quốc gia Nam Mỹ.

## Thích nghi
Gấu mặt ngắn thích nghi với rừng mưa nhiệt đới do chúng rất sắc bén trong khứu giác và có mũi to để tìm thức ăn trong những kẽ đất nhỏ hay trong các tán lá trên cao. Chúng cũng có vuốt dài và sắc bén để đào rễ cây và nhổ bật chúng lên.